# Estrutura Orgânica do Governo da Região Administrativa Especial de Macau
O Governo da Região Administrativa Especial de Macau é liderado pelo Chefe do Executivo e composto e estruturado de acordo com os seguintes níveis: 1.) Secretaria, 2.) Direcção de serviços, 3.) Departamento, 4.) Divisão, podendo criar os organismos consultivos conforme a sua necessidade. Além disso, há alguns serviços públicos que são subordinados directamente pelo Chefe do Executivo, tais como o Comissariado contra a Corrupção (CCAC), o Comissariado da Auditoria (CA), entre outros. 

## Estrutura orgânica

### Titulares dos principais cargos
Nos termos do artigo 4.º da Lei n.º 2/1999 (Lei de Bases da Orgânica do Governo), os titulares dos principais cargos do Governo da Região Administrativa Especial de Macau são os Secretários, o Comissário contra a Corrupção, o Comissário da Auditoria, o principal responsável pelos serviços de polícia e o principal responsável pelos serviços de alfândega:
| Nome de Secretarias e Serviços                  | Designação funcional          | Dirigente          | Cargos desemepenhado no passado                                                                                         |
| ----------------------------------------------- | ----------------------------- | ------------------ | --- |
| Secretaria para a Administração e Justiça       | Secretários                   | Cheong Weng Chon   | Comissário contra a Corrupção                                                                                           |
| Secretaria para a Economia e Finanças           | Secretários                   | Tai Kin Ip         | Director dos Serviços de Economia e Desenvolvimento Tecnológico                                                         |
| Secretaria para a Segurança                     | Secretários                   | Wong Sio Chak      | Director da Polícia Judiciária                                                                                          |
| Secretaria para os Assuntos Sociais e Cultura   | Secretários                   | O Lam              | Vice-Presidente do Conselho de Administração para os Assuntos Municipais do Instituto para os Assuntos Municipais (IAM) |
| Secretaria para os Transportes e Obras Públicas | Secretários                   | Tam Vai Man        | Director dos Serviços de Protecção Ambiental                                                                            |
| Comissariado contra a Corrupção                 | Comissária contra a Corrupção | Ao Ieong Seong     | Adjunta da Comissária contra a Corrupção                                                                                |
| Comissariado da Auditoria                       | Comissária da Auditoria       | Ao Ieong U         | Secretária para os Assuntos Sociais e Cultura                                                                           |
| Serviços de Polícia Unitários                   | Comandante-geral              | Leong Man Cheong   | |
| Serviços de Alfândega                           | Director-geral                | Adriano Marques Ho | Director da Inspecção e Coordenação de Jogos                                                                            |

## História
Em 1999, as então sete secretarias, a “Secretaria-Adjunto para a Justiça”, a “Secretaria-Adjunto para a Administração, Educação e Juventude”, a “Secretaria-Adjunto para a Coordenação Económica”, a “Secretaria-Adjunto para a Segurança”, a “Secretaria-Adjunto para a Comunicação, Turismo e Cultura”, a” Secretaria-Adjunto para os Assuntos Sociais e Orçamento” e a “Secretaria-Adjunto para os Transportes e Obras Públicas”, foram restruturadas e passadas para cinco secretarias, a “Secretaria para a Administração e Justiça”, a “Secretaria para a Economia e Finanças”, a “Secretaria para a Segurança”, a “Secretaria para os Assuntos Sociais e Cultura” e a “Secretaria para os Transportes e Obras Públicas”. Além disso, a designação de alguns serviços e entidades foi ajustada, alterada ou cancelada. 

## Referência
1. ↑  «Lei n.º 2/1999» (PDF). Imprensa Oficial. 20 de Dezembro de 1999

## Ligação externa
- Organograma do Governo da RAEM